# La 9a Batalla (álbum)
La 9a Batalla (pt:A Nona Batalha) é o nono álbum do cantor colombiano Silvestre Dangond. Contou pela primeira vez com a participação do acordeonista Rolando Ochoa, foi lançado pela Sony Music em 13 de junho de 2013.

## Faixas
| N.º | Título                        | Duração |  |
| 1.  | "La Difunta"                  | 04:33   |  |
| 2.  | "Los Tengo de Payasos"        | 03:29   |  |
| 3.  | "Un Amor Verdadero"           | 04:53   |  |
| 4.  | "Culpa de los Dos"            | 04:19   |  |
| 5.  | "La Ciquitrilla"              | 04:00   |  |
| 6.  | "Loco Paranoico"              | 03:34   |  |
| 7.  | "La Cosa Sabrosa"             | 04:25   |  |
| 8.  | "En Este Sitio (En el Motel)" | 04:32   |  |
| 9.  | "La Traga Loca"               | 03:52   |  |
| 10. | "Lo Ajeno Se Respeta"         | 04:33   |  |
| 11. | "Mi Mundo E' Cartón"          | 04:33   |  |
| 12. | "La Varita de San José"       | 04:06   |  |

## Desempenho
| Chart (2013)               | Posição |
| -------------------------- | ------- |
| ASINCOL                    | 1       |
| Billboard Top Latin Albums | 56      |
| Tropical Albums            | 8       |
| Venezuela Albums           | 165     |